# فرودگاه دان وینیرد
فرودگاه دان وینیرد (به انگلیسی: Dunning Vineyards Airport) یک فرودگاه خصوصی است که یک باند فرود چمن دارد و طول باند آن ۴۸۷ متر است. این فرودگاه در شهر کرولیس، اورگن کشور ایالات متحده آمریکا قرار دارد و در ارتفاع ۷۳ متری از سطح دریا واقع شده است.